# Une aventure romantique
Pour plus de détails, voir Fiche technique et Distribution.
Une aventure romantique (titre original : Una romantica avventura) est un film réalisé par Mario Camerini et sorti en 1940.

## Synopsis
Un couple vieillissant, Annetta et Luigi, se souviennent de leurs jeunes années : alors qu'elle, une fille de la campagne, et lui, un honnête travailleur, étaient déjà fiancés, l'arrivée d'un jeune comte bouleversa leur existence. Invitée à un bal fastueux, la jeune femme tomba amoureuse de l'aristocrate. Ce dernier était un conspirateur engagé dans la réalisation de l'unité italienne, tandis que le compagnon d'Annetta était un de ses auxiliaires. De fait, le gentilhomme ne voulut jamais trahir son ami. Annetta dut se résoudre à devenir l'épouse de Luigi, avec le sentiment d'avoir manqué une vie luxueuse et romanesque. Aujourd'hui, leur fille se marie avec un homme qu'elle aime : cet événement sera-t-il une condition nécessaire à la réconciliation du couple ?

## Fiche technique

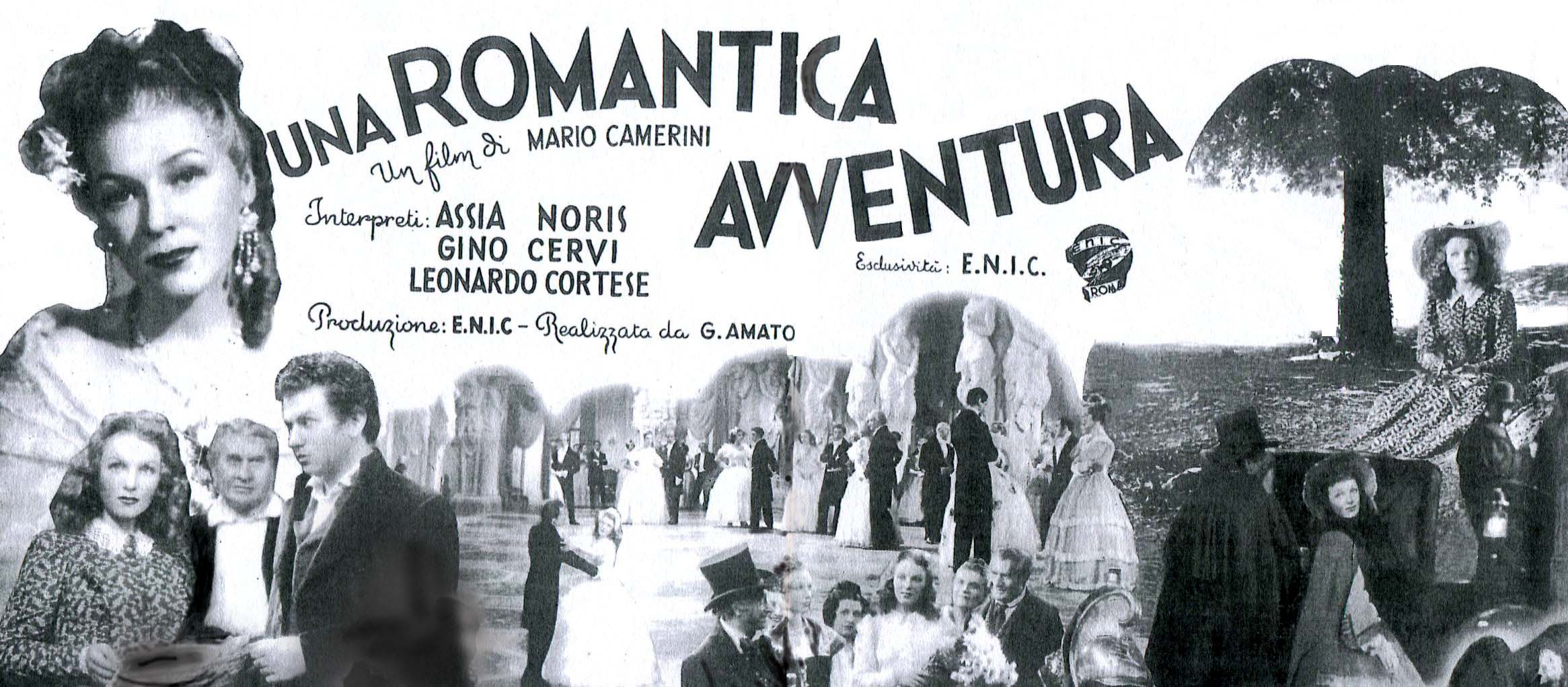
Image promotionnelle pour le film.

- Titre du film : Une aventure romantique
- Titre original : Una romantica avventura
- Réalisation : Mario Camerini
- Scénario : M. Camerini, Ivo Perilli, Renato Castellani, Gaspare Cataldo (it), Mario Soldati, Giulio Morelli, d'après le conte The Loves of Margery de Thomas Hardy
- Photographie : Arturo Gallea - Noir et blanc
- Décors : Gastone Medin, Gino Brosio
- Costumes : Gino Sensani (en)
- Son : Giovanni Paris
- Musique : Alessandro Cicognini
- Montage : Giovanna Dal Bosco
- Production : ENIC - Giuseppe Amato
- Pays d'origine :  Royaume d'Italie
- Genre : Drame
- Durée : 82 minutes
- Dates de sortie :
  - Royaume d'Italie : 6 septembre 1940
  - France : 22 avril 1942

## Distribution
- Assia Noris : Annetta et Angioletta, sa fille
- Gino Cervi : Luigi
- Leonardo Cortese : le comte Luciano
- Olga Solbelli : Madame Ferrara
- Ernesto Almirante : Berni
- Calisto Bertramo : Silvestro

## Commentaires
- Deux grandes personnalités du cinéma italien nous ont livré leur point de vue sur Una romantica avventura : le futur auteur de L'avventura, Michelangelo Antonioni, et l'écrivain-scénariste Ennio Flaiano.

« Le film est construit de manière typiquement cinématographique, il apparaît parfaitement achevé et interprété, écrit Antonioni. Il est réalisé par Camerini avec la sûreté et le sérieux que nous apprécions tant chez lui, et qui nous conduit à le considérer comme un artiste [...] dont il est légitime d'attendre le meilleur », ajoute-t-il.
Ennio Flaiano note préalablement que « le dix-neuvième siècle plaît au cinéma. [...] (Il) faisait sourire : on s'en servait pour en exploiter les airs ingénus, émouvants et un tantinet ridicules. [...] Mario Camerini a donc bien fait de rompre avec ces habitudes, qu'il avait d'ailleurs lui-même mises à la mode vers 1932 - voir Figaro e la sua gran giornata (1931) et La ultima avventura (1932). Son dernier film, Una romantica avventura, nous a semblé être une forme d'hommage, la volonté de revoir avec des yeux purs un matériel érodé et réduit en miettes. [...] De ce film émane aussi le parfum d'un vieux tiroir de secrétaire, fait de bouquets de fleurs fanées, d'anciennes missives et de miniatures. La mélodie d'une valse démodée rassemble toutes ces choses, les impose au respect du public, les met en vers. »

## Autour du film
- En 1940, Mario Camerini vient d'épouser, au bout de longues fiançailles, Assia Noris : le film constitue une forme d'hommage somptueux à l'actrice. Il s'agit, en fait, de la huitième et avant-dernière réalisation tournée avec elle. Avec Camerini, le miracle Assia Noris - celle d'une femme douce et timide - opérait idéalement. Le réalisateur de Darò un milione n'avait-il pas, en outre, la réputation d'être un women's director, un George Cukor italien ? Quoi qu'il en soit, Una romantica avventura apparaît comme un star-vehicle, superproduction en costumes, bâtie sur mesure pour l'interprète. Assia Noris y campe trois rôles : Annetta à l'âge de 20 ans, Annetta vingt ans plus tard et Angioletta, sa fille, qui s'enfuit du domicile pour se marier. Le film s'inspire d'une œuvre de Thomas Hardy, « mais il est tourné en temps de guerre et d'hostilité farouche » envers le Royaume-Uni. De fait, toute référence à la source littéraire sera scrupuleusement évacuée. « Dans ce film, on retrouve également les traces d'une biographie imaginaire. Assia Noris est une petite-bourgeoise de campagne. Cependant, elle rêve d'un monde différent. Quand elle tombe sur le gentilhomme Leonardo Cortese, elle lui demande de pouvoir participer à un bal au château. C'est ainsi que le conte de fées prend corps. » [...] Plus tard, « elle ne rêve que du comte, des grands miroirs dorés et des candélabres d'argent de son immense demeure. Annetta en prend conscience avec vingt ans de retard. »[3]